# Casa-fàbrica Sala-Nadal
La casa-fàbrica Sala-Nadal és un conjunt arquitectònic situat als carrers del Rec Comtal i d'en Cortines de Barcelona, catalogat en part com a bé amb elements d'interès (categoria C). Actualment hi ha l'Hotel Catalònia Born.

## Història
El 1736, el teixidor d'espart Jacint Esteve, juntament amb els vidriers de llum Josep Sala i Vivé i Jeroni Aranyó com a socis capitalistes, van constituir una societat dedicada a la fabricació d'indianes pel termini de tres anys. Tenien un prat d'indianes a les hortes del Portal Nou i Esteve va contractar el pintor marsellès Joan Esteve Huvet per a treballar-hi. La seva fàbrica va experimentar diverses dificultats, com ara el robatori nocturn de peces esteses i la mort d'Huvet, i finalment va tancar el 1737.
El 1739, Sala va entrar a formar part de la companyia de Bernat Glòria, amb la participació de Pere Gesceli, Joan Pau Gispert, Jeroni Aranyó i Sebastià Vidal. L'agost del 1744, va vendre en secret les seves accions a Joan Coromines per a invertir el capital en una altra societat, fundada el mes de maig per Jaume Brunés i Miquel Formentí. El gener del 1745, aquesta va ser absorbida per una nova societat formada per Gregori French, Sala, Brunés i Formentí, en la que Sala va invertir 8.000 lliures, la qual cosa implicà un litigi impulsat pels Glòria, que acabà amb el retorn de l’import de les accions.

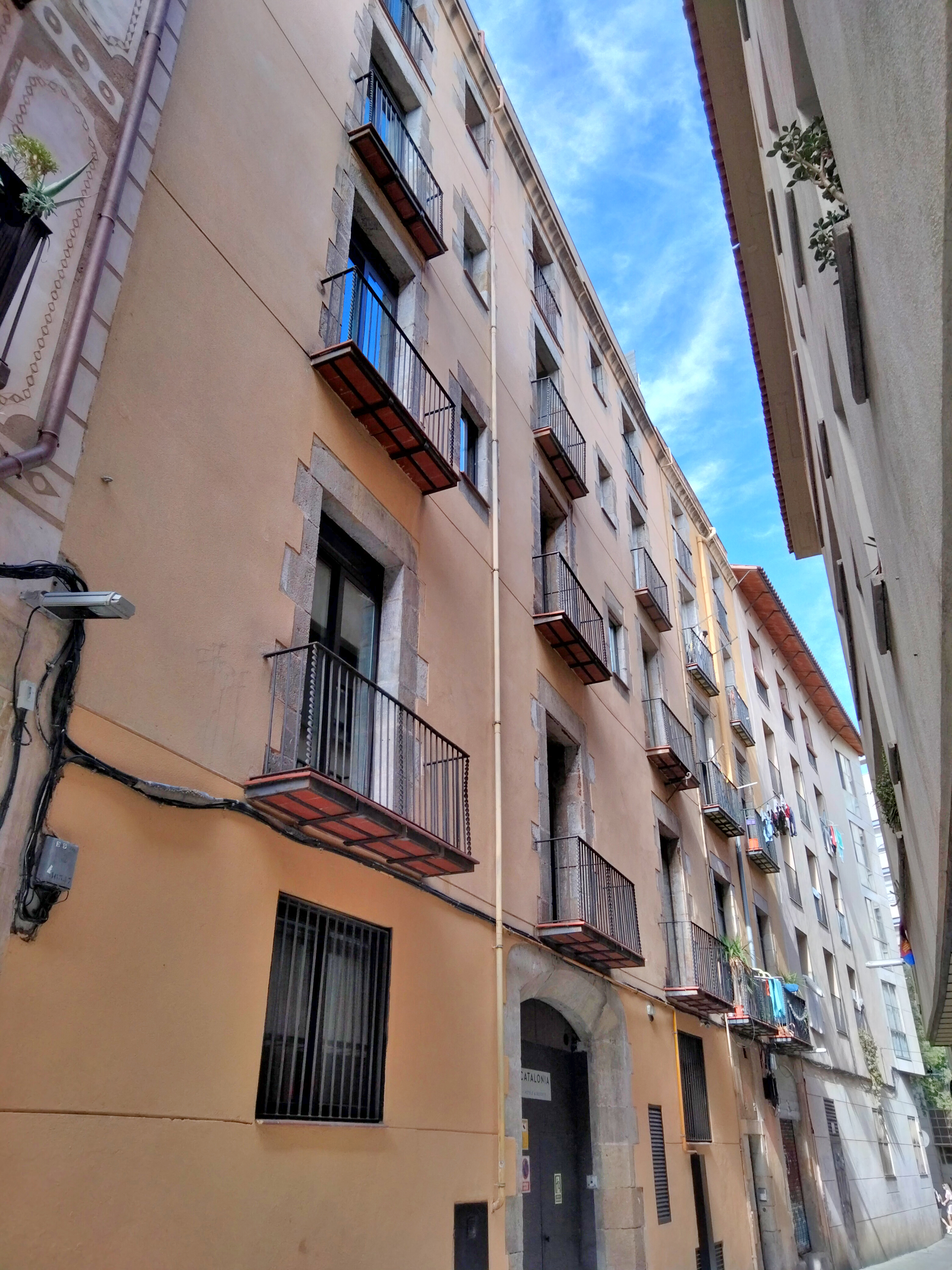
Façana del carrer d'en Cortines

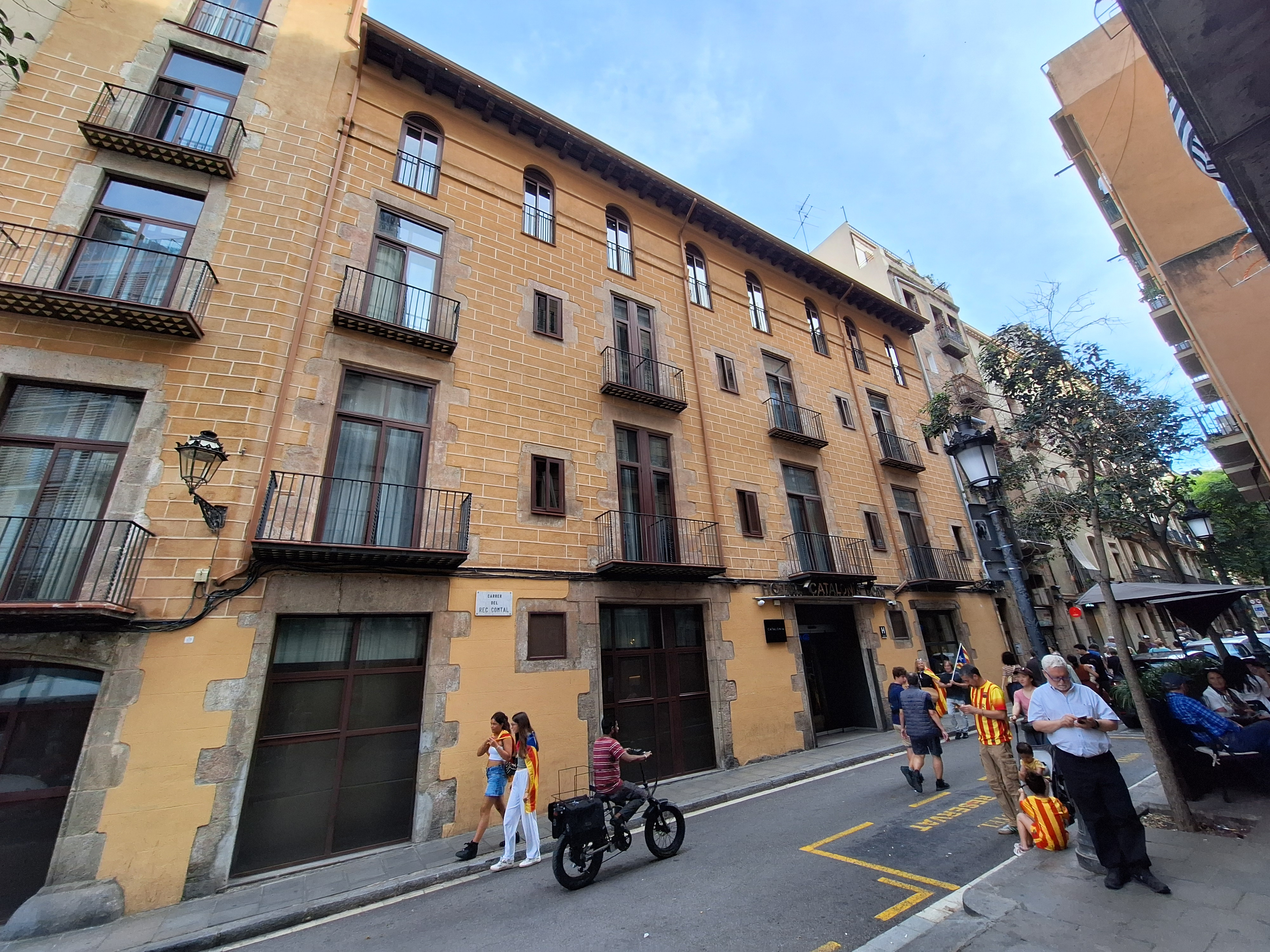
Façana del carrer del Rec Comtal

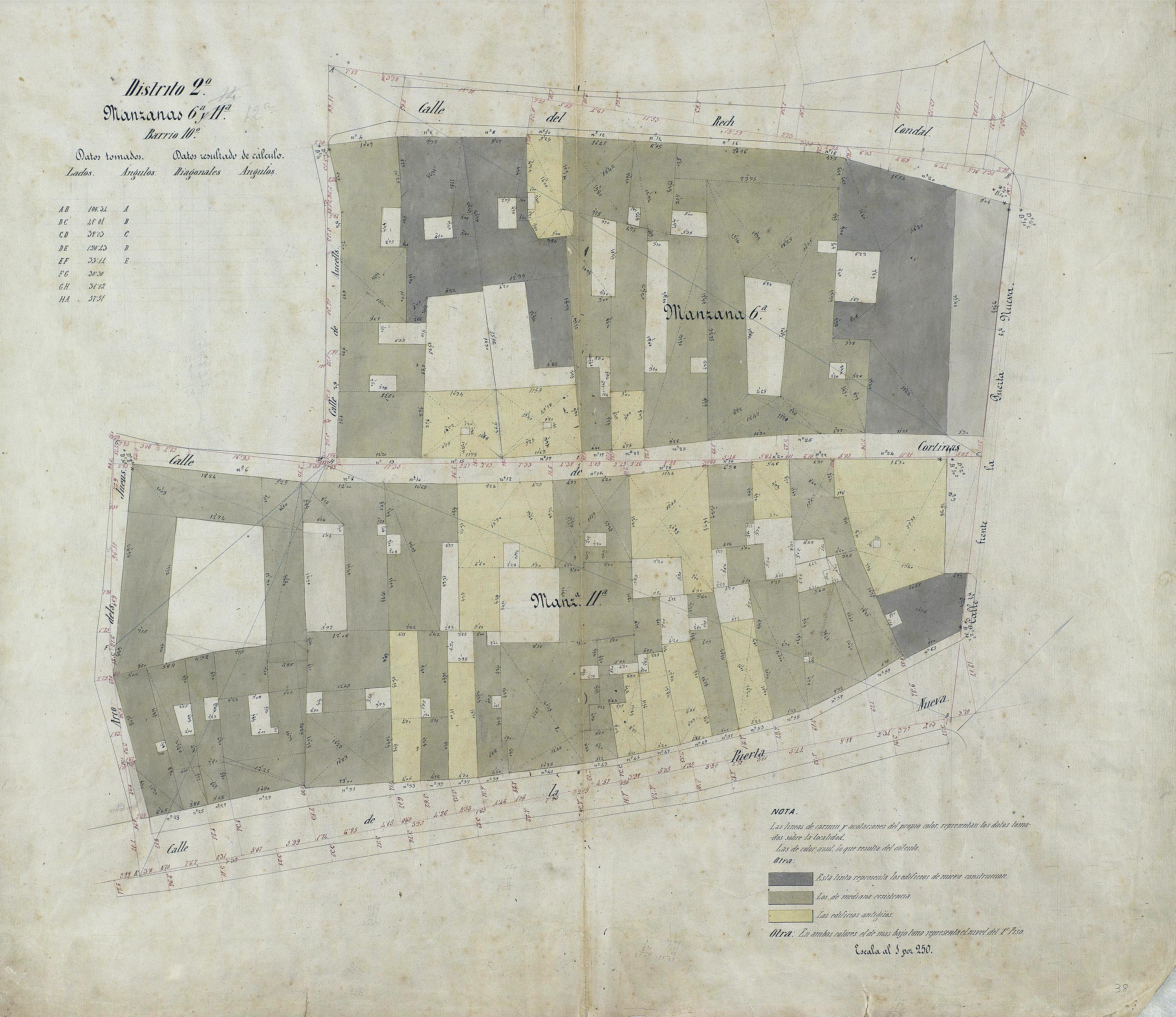
Quarteró núm. 38 de Garriga i Roca (c. 1860)

El 1749 va liquidar la seva participació en indianes i maquinària per a crear la seva pròpia companyia, que el 1750 figurava entre les vuit primeres de la ciutat. El 1762, va adquirir en emfiteusi a l'hortolà Bru Guaita una finca als carrers del Rec Comtal i de Triajuïga o d'en Cortines, on va establir la seva «fàbrica xica». Va morir el 1781, deixant al seu fill del mateix nom uns deutes que ascendien a 26.800 lliures. Un any després, aquest va signar un conveni amb els creditors (comerciants, adroguers, subministradors maltesos, fabricants i prestadors), hipotecant els seus béns: la casa-fàbrica del carrer del Rec Comtal; la casa pairal al carrer de la Vidrieria; unes cases amb hort al Clot; el prat d'indianes a Sant Adrià del Besòs; i una casa-fàbrica de refinar aram a Castellar del Vallès. Finalment, el 1783, vengué la casa-fàbrica al comerciant Antoni Nadal i Darrer per unes 5.900 lliures, que servirien per a pagar un dels creditors.
Tot seguit, Nadal va demanar permís per a reconstruir la casa del carrer d'en Cortines, i novament el 1784 per a construir un clavegueró fins al Rec Comtal. El 1786, va demanar permís per a reedificar la casa del carrer d'en Cortines 25-27, i novament el 1788 per al frontis del carrer del Rec Comtal, 18. Poc després, adquirí en emfiteusi la finca veïna del núm. 16 a Troià Vallescà i Scarponi.
El 1801 s'hi va instal·lar la fàbrica d'alanquins de Joan Vilaregut i Padrós (1761-1832), dita «de Manlleu» per la seva localitat natal.
A la seva mort el 1819, Antoni Nadal i Darrer fou succeït pel seu fill Antoni Nadal i Vicent, que el 1828 va demanar permís per a rebaixar l'ampit de sis finestres a la façana del carrer del Rec Comtal. A la seva mort el 1846, va llegar la propietat al seu renebot Manuel Sagnier i Nadal, fill de la seva neboda Rosa Nadal i Dodero i Lluís Sagnier i Vidal.